# Алгоритм Расизаде

Автор алгоритма А.Ш.Расизаде в 2022 году

Алгоритм Расизаде — типологическая модель, объясняющая закономерную последовательность явлений в процессе деиндустриализации, обнищания, деградации и падения жизненного уровня в государствах, благосостояние которых зависит от экспорта сырьевых ресурсов, когда одно неизбежно влечёт за собою другое. Впервые был сформулирован американским профессором истории А.Ш.Расизаде в 2008 году накануне мирового экономического кризиса и вошёл в последующие годы в научный оборот для прогнозирования последовательности циклов упадка социально-экономических показателей стран-экспортёров нефти, газа и прочих природных ресурсов. Алгоритм Расизаде (или Парадокс Расизаде) включён в учебные программы экономических факультетов ведущих вузов мира, его изучают на научных семинарах и финансовых симпозиумах для оценки перспектив развития подобных стран.

## Теоретическое описание
Алгоритм был впервые теоретически описан его автором накануне мирового экономического кризиса 2008 года в оксфордском научном журнале «Contemporary Review» на пике роста мировых цен нефти и газа, когда никто не предполагал их скорого падения с необратимыми для стран-экспортёров нефти последствиями. До этого эффект роста цен экспортируемых полезных ископаемых, оказываемый на укрепление реального курса национальной валюты и экономическое развитие их экспортёров в результате нефтебума описывался только теорией т. н. «голландской болезни» — термина, впервые употреблённого лондонским журналом «Экономист» в 1977 году, но введённого в научный оборот австралийским экономистом Максом Корденом в 1982 году и последующих его работах. Автор этой теории взял в качестве образца экономику Голландии в её зависимости от экспорта растущего в цене природного газа, поскольку в стране такого размера было легче проследить влияние данного феномена на всю местную экономику в классическом виде, а затем обобщил результаты своего исследования в качестве типологической закономерности.
Как и в Голландии 1970-х годов, быстрый рост цены нефти на мировом рынке в начале 2000-х годов вызвал подобный эффект и в нефтедобывающих странах: России, Казахстане, Азербайджане, Нигерии, Алжире, Венесуэле и государствах Персидского залива. Все они заболели «голландской болезнью», когда заниматься производительным трудом стало просто нерентабельно в то время, когда на поступающие в казну нефтедоллары было разумнее купить готовую продукцию из таких стран, как Китай или Турция. В результате укрепления национальных валют и гиперинфляции в этих странах началось свёртывание местной промышленности, сельского хозяйства, рост безработицы и углубление классового расслоения с появлением плутократии, имевшей доступ к распределению поступающего потока нефтедолларов, и олигархии, прокручивавшей те же нефтедоллары через свои банки, торговые операции, строительство и исполнение государственных заказов.
Однако теория «голландской болезни» не описывала дальнейший ход событий после того, как цена нефти на мировом рынке начала бы падать: чем бы это обернулось для нефтезависимых стран по окончании в них нефтебума? Именно это и произошло в 2008 году, когда цена нефти рухнула со 147 долларов за бочку в середине года до 32 долларов к его концу, то есть на 75 процентов. В странах-экспортёрах началась паника и экономический кризис — никто этого не ожидал и не был к этому подготовлен. Как раз в тот момент и появилась статья А.Расизаде, написанная им ещё летом 2008 года, когда цена нефти достигла своего пика и ничто не предвещало её падения. Появление статьи было настолько своевременным, что сформулированный в ней алгоритм падения был подхвачен в научной литературе как «алгоритм Расизаде» по имени автора теории. В ней были теоретически обобщены и популярно изложены результаты его предыдущих работ на примере каспийского нефтяного бума начала XXI века.
Как и автор теории «голландской болезни» Корден, взявший для примера небольшую Голландию, Расизаде тоже взял для иллюстрации процесса пример небольшого Азербайджана, где закономерности наблюдались в наиболее чистом виде, так как в этой стране зависимость экономики от притока нефтедолларов была выражена напрямую без каких-либо привходящих факторов, корректирующих такую зависимость, в отличие, например, от России (наличие разнообразной индустрии, сельского и лесного хозяйства, научно-технического потенциала) или Казахстана (сельское хозяйство, горнорудная промышленность). Ничего этого в Азербайджане не было: всё необходимое он импортирует за нефтедоллары от экспорта сырой нефти, а доставшиеся от СССР промышленные объекты были там снесены за ненадобностью в первые же годы независимости и начавшегося нефтебума, и на их месте построены престижные небоскрёбы. Таким образом, все закономерности, описанные в алгоритме на классическом примере Азербайджана, являются типологическими для стран, благосостояние которых зависит от экспорта природных ресурсов.

## Восходящий цикл нефтебума
Восходящая линия алгоритма сродни теории «голландской болезни» с той лишь разницей, что в алгоритме описывается не сам этот процесс, а закономерная последовательность реагирования местной экономики в условиях свободного рынка на рост объёма или цены экспортируемого страной сырья. Эта последовательность обобщённо выглядит следующим образом. Вследствие того, что экспортируемая сырая нефть сама по себе является конкурентоспособным продуктом на мировом рынке и не нуждается в обработке в стране её добычи, отпадает надобность в сохранении и модернизации нерентабельной местной индустрии, продукция которой не востребована на рынке, как мировом, так и местном — всё необходимое, причём лучшего качества, дешевле импортировать за вырученные от экспорта сырья нефтедоллары. Это приводит к демонтажу почти всей тяжёлой, лёгкой и большей части пищевой промышленности, имевшейся в стране до начала нефтебума. На месте снесённых заводов и фабрик возводятся роскошные отели, торгово-развлекательные центры и помпезные офисные здания, которые не имеют никакой производственной ценности. Более того, ввиду дешевизны импортируемых продуктов питания, становится нерентабельным и местное сельскохозяйственное производство, а оставшиеся не у дел крестьяне устремляются в большие города, где можно как-то прокормиться. В результате население городов вырастает в несколько раз, со всеми сопутствующими этому проблемами.
Вследствие этого страна лишается своей индустриальной базы и появляется армия безработных, значительная часть которой выезжает на заработки за её пределы. С другой стороны, нефтебум ведёт к появлению местной плутократии (чиновничества, имеющего доступ к поступающим в казну нефтедолларам) и резкому обогащению национальной олигархии, прокручивающей те же нефтедоллары через свои банки, торговые сети, строительство и госзаказы. Значительная часть текущих в страну нефтедолларов банально расхищается через коррупционные схемы и выводится на офшорные счета их участников. В итоге усиливается классовое расслоение общества со всеми вытекающими последствиями социальной напряжённости. Одновременно происходит выдавливание городского населения на окраины городов вследствие массового сноса и застройки их центров недоступными по цене престижными новостройками. Строительство и торговля становятся единственными видами предпринимательской деятельности в таких лишённых нефтебумом промышленности и сельского хозяйства странах, которые не в состоянии утилизировать поступающие миллиарды нефтедолларов. Грандиозное строительство разворачивается потому, что при отсутствии производства эти нефтедоллары никуда, кроме строительства, не имеет смысла вкладывать, а в результате торгового оборота тех же нефтедолларов начинается бешеная инфляция и такие страны становятся очень дорогими для проживания, что ещё более углубляет пропасть между богатыми и бедными.
Во избежание социального взрыва государство начинает выплачивать пособия малоимущим. Это приводит к появлению целого класса нигде не работающих и ничего не производящих слоёв населения, на содержание которых уходят миллиарды нефтедолларов. Тем не менее, поступающего в казну потока нефтедолларов хватает и на кормление плебса, и на гонку вооружений, и на обогащение плутократии, имеющей доступ к этому потоку, и на сверхприбыли олигархии, и на содержание многочисленной челяди, силовых структур и карательных органов, охраняющих существующий строй. Правительство, вместо налаживания местного производства с привлечением к труду армии безработных, занимается только распределением нефтедолларов на социальные пособия, содержание раздутого бюрократического аппарата и силовых структур, грандиозное строительство, престижные международные мероприятия, а также ассигнованием средств на инфраструктурные проекты, стоимость которых многократно превышает зарубежные аналоги. Часть этих ассигнований разворовывается и оседает на офшорных счетах участников сделок. До 90% государственного бюджета Азербайджана, например, пополняется доходами от экспорта нефти, хотя местная статистика приписывает часть доходов на счёт налогов и таможенных сборов. На деле же в стране, которая ничего не производит кроме сырой нефти, конечным источником всех зарплат, налогов, доходов, пошлин и торговой прибыли являются всё те же прокрученные через них нефтедоллары. Таким образом, благосостояние страны закономерно попадает в полную зависимость от поступления в казну нефтедолларов, что и является кульминацией восходящего цикла алгоритма.

## Систематизация коррупции
В результате нефтебума происходит естественная систематизация коррупции в странах, наводнённых нефтедолларами, которые некуда применить законным путём. Коррупция, как экономическое явление, тоже развивается по определённым правилам и становится составной частью местной экономики и государственной системы, то есть устанавливается некий порядок в направлении и распределении нелегальных денежных потоков. Так например, если чиновник (в Азербайджане) получает взятку, то он оставляет себе 25% от неё, а остальную сумму передаёт начальству. Начальник оставляет себе ещё 25% от полученной суммы, а остальное передаёт наверх по цепочке и так далее по должностной иерархии. В ответ начальство закрывает глаза на взяточничество подчинённых и даже требует от них новых поступлений, то есть выстраивается цепочка алгоритма коррупции. В такой системе управления происходит отрицательный отбор кадров, ибо честные работники ей не нужны.
Но что делать с этими коррупционными деньгами? Возникает теневая экономика, где вращаются миллиарды полученных таким путём нефтедолларов: правительство прекрасно знает о её существовании, но официально в стране нет ни одного миллионера, занимающего государственную должность. Однако факты говорят о другом: например, к Евроиграм 2015 года в Баку был построен Олимпийский стадион стоимостью более 600 млн долларов (официально), но в госбюджете такое ассигнование не предусматривалось, то есть стадион был построен на неизвестно чьи деньги, в происхождение которых государство предпочло не углубляться. По негласному уговору, оно закрывает глаза на воровство чиновников с условием, что наворованное при случае мобилизуется для государственных нужд. Примерно такая же схема была реализована и с 50 миллиардами долларов, потраченными на превращение летнего курорта Сочи в город зимней Олимпиады 2014 года, что является абсолютным мировым рекордом олимпийского строительства.
Такова практика почти во всех нефтедобывающих государствах, так как подавляющее их большинство не отличается скрупулёзным соблюдением законов, свободой слова или независимой судебной системой, что ведёт к беззаконию и непрозрачности в поступлении и распределении нефтедолларов. Наибольшую прибыль получает правящая верхушка, распоряжающаяся нефтеэкспортом, которая напрямую растаскивает и отмывает часть выручки (неучтёнки) через подставные офшорные фирмы с приобретением недвижимости и прочих ценностей за рубежом, куда и бежит в случае смены режима. Второй и третий эшелоны приближённых к власти лиц довольствуются различными коррупционными схемами оборота нефтедолларов через торговлю, строительство и дорогостоящие проекты. Например, откаты должностным лицам за получение госзаказа даются от суммы, выделенной государством на этот же проект. Должности покупаются, а затем заплатившие с лихвой их окупают расхищениями на этих должностях.
Выдача государственными банками многомиллионных кредитов олигархам под вымышленные проекты происходит за откаты банкирам и чиновникам, которые затем списывают эти кредиты. Это было проиллюстрировано делом председателя правления крупнейшего (полугосударственного) Международного банка Азербайджана Дж.Гаджиева, сумевшего расхитить из банка сумму, равную годовому государственному бюджету страны. Органы надзора и госбезопасности под различными предлогами вымогают откупы с местных предпринимателей, а правоохранительные органы занимаются рэкетом объектов мелкого и среднего бизнеса. По иронии судьбы, и эта закономерность иллюстрируется делом шурина того же Гаджиева — министра национальной безопасности Азербайджана Э.Махмудова. Рэкетом занимаются и местные органы власти, что ведёт к крышеванию крупных компаний (а то и целых отраслей экономики) и монополизации импорта должностными лицами, получающими за это регулярную мзду с их прибыли. Вследствие того, что вся ниша и функции организованной преступности заполнены таким образом системной коррупцией государственных чиновников сверху донизу, классическая мафия в Азербайджане практически отсутствует.

## Алгоритм спирали падения
После внезапного падения цены нефти (газа, угля, руд и прочего сырья) или постепенного падения объёма их экспорта (в результате исчерпания месторождений) включается нисходящий цикл алгоритма. В принципе, это цепная реакция, где всё взаимосвязано тысячами причин и следствий, в результате чего одно тянет за собою другое. Надо отметить и спиралевидную цикличность алгоритма: после того, как падение притока нефтедолларов отражается на падении доходов казны и сокращаются выплаты из неё (зарплаты, пенсии, пособия, ассигнования), сразу падает покупательная способность населения и соответственно торговый оборот (доходы, прибыли, импорт), что ведёт к падению собираемости налогов. В итоге казна получает ещё меньше денег и ещё более урезает выплаты (зарплаты, пенсии, пособия), а это ещё более сжимает покупательский спрос и торговый оборот, что ещё более сокращает налоговую базу и ведёт к увольнению нового отряда безработных, после чего начинается следующий виток зловещей спирали. Более детально последовательность явлений и соответствующих мер правительства в нисходящем цикле выглядит следующим образом.
Первым делом в такой ситуации производится девальвация местной валюты: чтобы сохранить объём номинированного в ней госбюджета без раскручивания инфляции, следует удешевить курс своей валюты к доллару настолько, чтобы получать в бюджет прежнее количество денег в обмен на сократившееся количество нефтедолларов. Иными словами, для исполнения бюджета теперь требуется меньшее количество нефтедолларов, чаще всего на величину сокращения их поступления в казну. В то же время, сохраняя доходы и расходы бюджета на прежнем уровне, девальвация ведёт к падению зарплат, доходов, цен и общего уровня жизни в долларовом эквиваленте, что имеет как положительные (дешевизна жизни в долларах), так и негативные (удорожание импорта в долларах) последствия. В итоге происходит снижение (в долларах) непомерно завышенных цен на недвижимость (в Баку, Москве, Луанде, Каракасе, Осло) и общее приведение цен, зарплат, прибылей и уровня жизни в соответствие с производительными силами страны (без нефтедолларовой накачки), а также свёртывание престижных проектов, понижение завышенного статуса государственности и прочей помпезности, то есть платёжный баланс данной страны более точно отражает её истинное место в иерархии мирового разделения труда без искусственного вливания в неё нефтедолларов.
Далее в алгоритме начинается падение по принципу домино в социальном плане. Девальвация местной валюты ведёт к снижению импорта и торгового оборота, в результате чего падают внутренние цены (включая недвижимость) в долларовом исчислении. Первыми жертвами этого оказываются лавочники, не сумевшие понизить свои цены — их ожидает банкротство и выброс на улицу первого отряда работников прилавка и сопутствующих ремёсел, для которых торговля была единственным источником дохода. Затем наступает очередь государственных служащих: их массово сокращают и упраздняют целые ведомства. Продолжающее экономить государство свёртывает строительство (вторую после торговли сферу трудоустройства) и выбрасывает на улицу ещё один отряд безработных. Начинается вторая волна сокращений, уже в частном секторе: лишённые покупателей, клиентов и заказов (в лице обнищавших потребителей и обедневшего государства) средние и крупные фирмы закрываются или сокращают значительную часть своего персонала, чем ещё более увеличивают количество безработных. Перед истощением запасов или снижением цены нефти не устоят даже международные нефтяные компании вместе с обслуживающими их подрядчиками: из-за падения рентабельности нефтедобычи они тоже выбрасывают на улицу местный персонал, а то и уходят из страны.
После первого цикла сокращений, увольнений и упразднений, вызванного падением притока нефтедолларов (из которых выплачивались зарплаты, пенсии, пособия, делались госзаказы, оплачивались импорт, гонка вооружений и престижные мероприятия), начинается второй цикл (или виток спирали): банкротства в частном секторе, падение прибыли нефтяных компаний, массовые увольнения из госструктур, свёртывание строительства, торговли и сферы услуг приводят к сокращению поступления налогов в госбюджет, так же как и уменьшение импорта сокращает таможенные сборы. Наступает третий цикл (виток спирали): в результате последующего дефицита бюджета государство ещё более девальвирует свою валюту, сокращает ещё большее количество служащих, ещё более урезает социальные программы, строительство, заказы и всё прочее, что ещё сильнее ударяет по частному сектору, который тоже увольняет своих работников, что ещё более сокращает налоговую базу, и так далее по спирали вниз. Далее цикл повторяется на всё более низком уровне жизни, что ведёт уже к социальным потрясениям: нарастает ропот ещё вчера патриотичных граждан, начинаются идейные брожения, голодные бунты, грабежи и прочие прелести смутного времени. Алгоритм переходит тем самым в политическую плоскость. Чем это чревато для правящего режима зависит от каждого конкретного государства.
Таким образом, алгоритм схематически выглядит так: падение нефтедобычи или цены нефти и газа > синхронное падение притока в казну нефтедолларов > девальвация местной валюты > обвал доходов и расходов госбюджета в долларовом исчислении > сокращение штатов и учреждений госаппарата > падение покупательной способности населения > снижение цен на продукты, товары, услуги и недвижимость в долларовом эквиваленте > сокращение импорта и таможенных сборов > повальные увольнения и банкротства в частном секторе > сжимание налоговой базы > дальнейшее урезание зарплат бюджетников и социальных пособий > массовая безработица и обнищание населения > нарастание недовольства народа, элиты и силовых структур > смена режима с перераспределением собственности > повторение всего цикла до окончательного падения данного государства на его исторически законное и экономически закономерное место среди стран третьего мира. Далее происходит постепенная социально-экономическая энтропия и культурно-политическая адаптация этого государства к уровню жизни стран третьего мира, и в таком устойчивом состоянии оно может существовать бесконечно долго (как видно из истории таких стран). Это и есть конечная стадия «алгоритма Расизаде».